# Palol de Revardit

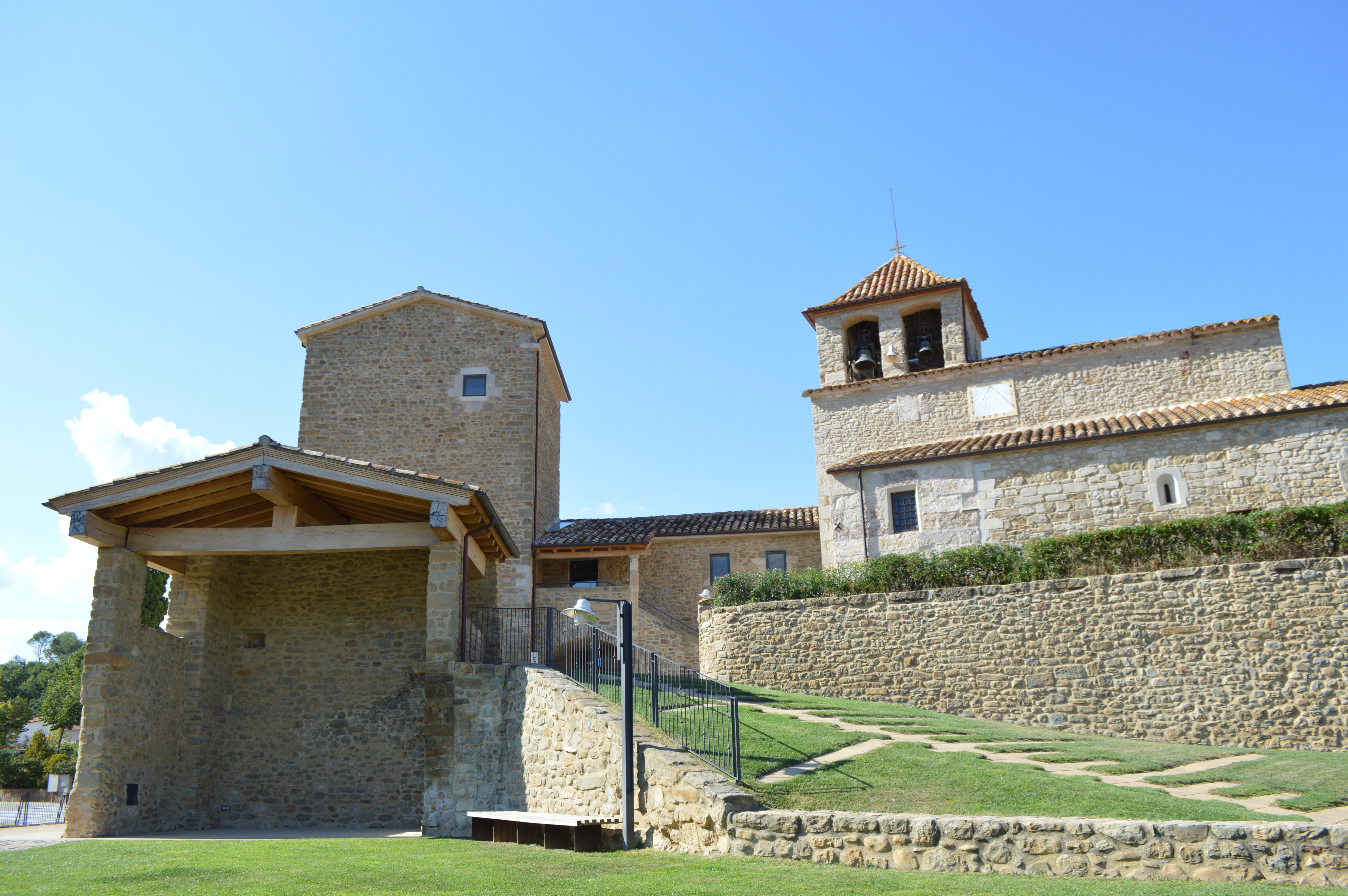
Kerk en kasteel van Palol de Revardit

Palol de Revardit is een gemeente in de Spaanse provincie Girona in de regio Catalonië met een oppervlakte van 18 km². Palol de Revardit telt 470 inwoners (1 januari 2016).

## Demografische ontwikkeling
Bron: INE, 1857-2011: volkstellingen
Opm.: In 1857 werd de gemeente Riudellots de la Creu aangehecht